# Montecchio
Montecchio là một đô thị ở tỉnh Terni trong vùng Umbria của Ý, có cự ly khoảng 50 km về phía nam của Perugia và khoảng 30 km về phía tây bắc của Terni.
Montecchio giáp các đô thị: Avigliano Umbro, Baschi, Civitella d'Agliano, Guardea, Orvieto, Todi.